# Never Touched Me
Never Touched Me é um filme mudo do gênero comédia produzido nos Estados Unidos, dirigido por Alfred J. Goulding e com atuação de Harold Lloyd.